# 吉利駅
吉利駅（よしとしえき）は、かつて鹿児島県日置郡日吉町大字吉利（現・日置市日吉町吉利）にあった鹿児島交通枕崎線（南薩鉄道）の駅（廃駅）である。

## 歴史
- 1914年（大正3年）4月1日：同線開業と共に日置郡吉利村の中区と南区の中間地点に吉利駅として開業[1]。
- 1962年（昭和37年）9月1日：無人化される[2]。同時に交換設備を廃止。
- 1984年（昭和59年）3月17日：同線廃線と共に廃止[2]。

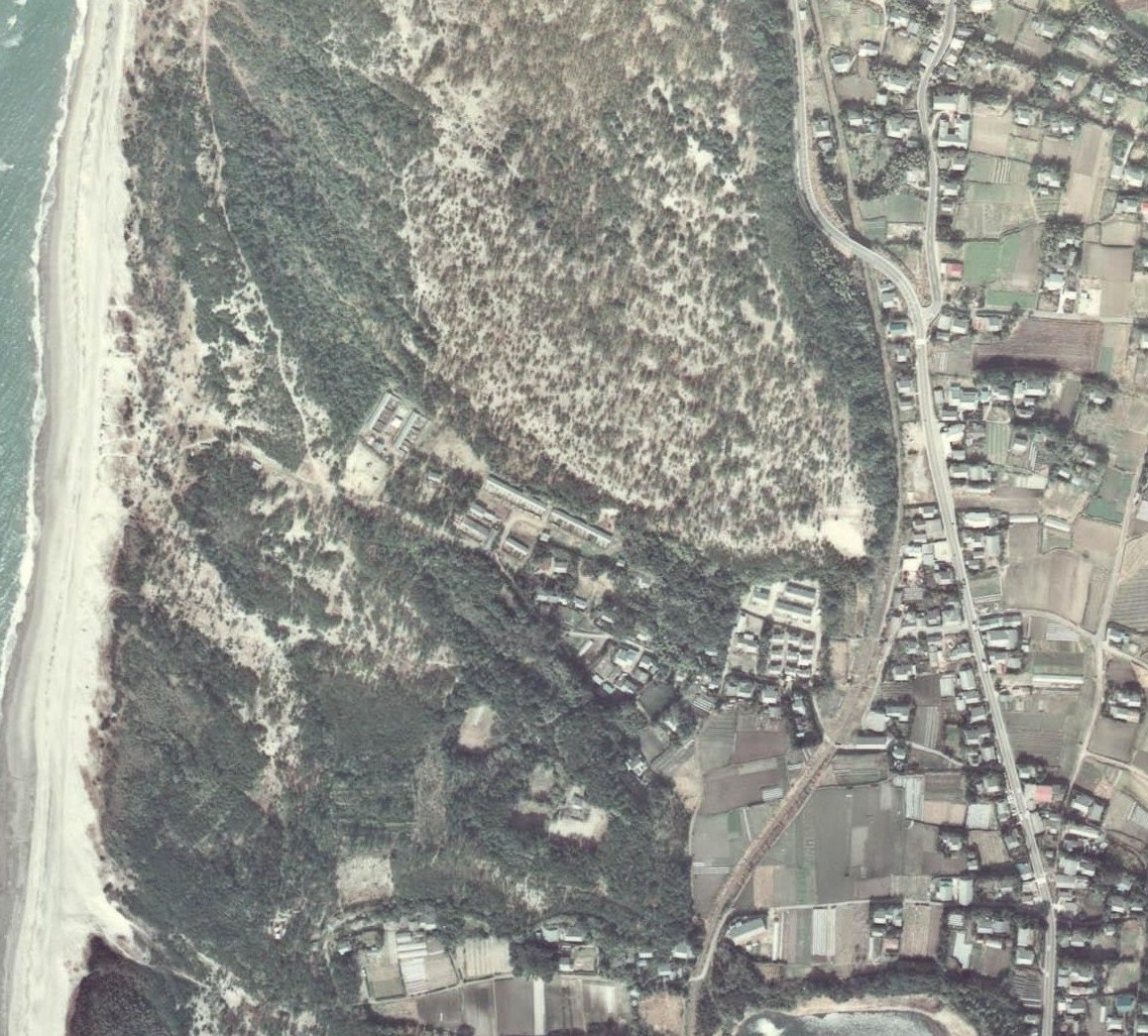
吉利駅上空の航空写真。右の方に見えるのが吉利駅である。

## 駅構造
地上駅であった。

## 駅周辺
- 日吉町立吉利小学校
- 吉利郵便局
- 園林寺跡（禰寝氏墓地）

## 隣の駅
鹿児島交通（南薩鉄道）
枕崎線
日置駅 - 吉利駅 - 永吉駅